# Ecbolium viride
Ecbolium viride är en akantusväxtart som först beskrevs av Forsk., och fick sitt nu gällande namn av Arthur Hugh Garfit Alston. Ecbolium viride ingår i släktet Ecbolium och familjen akantusväxter. Inga underarter finns listade i Catalogue of Life.